# Torpes (Saona e Loira)
Torpes è un comune francese di 406 abitanti situato nel dipartimento della Saona e Loira, nella regione della Borgogna-Franca Contea.

## Società

### Evoluzione demografica
Abitanti censiti